# Парфений Лампсакийский
Парфений (IV век) — святой епископ Лампсакийский. День памяти — 7 февраля.
Святой Парфений жил в Милетополе (Miletopoli), которое располагается на полуострове Геллеспонте, во времена императора Константина I Великого. Его отец Христодул был диаконом. Человек большой веры, святой Парфений усердно работал, отдавая заработанное нуждающимся. Исполненный благодати Божией, святой Парфений с 18-ти лет именем Христовым врачевал болезни, изгонял бесов и творил другие чудеса. Епископом Милетополя Филетом рукоположён во священника. Позднее епископом Кизика Асколием он был поставлен епископом Лампсакийским. Прославился многим чудесами — в частности, способностью исцелять людей.
Дата кончины святого Парфения неизвестна. Известно только, что сразу после его кончины собрались все епископы, чтобы воздать последние почести святителю. Он был похоронен в молельне храма.